# Prix du polar européen
Der Prix du polar européen (dt.: „Europäischer Krimipreis“) ist ein französischer Literaturpreis, der jedes Jahr für den besten Kriminalroman eines europäischen Autors verliehen wird, der auf Französisch vorliegt. Die Auszeichnung wurde 2003 von der französischen Wochenzeitschrift Le Point ins Leben gerufen.
Über den Preisträger, der im Frühjahr auf dem Literaturfestival Quais du polar in Lyon (früher auf dem Festival du livre in Nizza) geehrt wird, entscheidet eine Jury bestehend aus Mitgliedern der Zeitschriftenredaktion, Kriminalpolizisten und prominenten Kriminalschriftstellern. So kürten bei der ersten Verleihung des Prix du polar européen unter anderem Didier Daeninckx und Dominique Manotti den Sieger, unter Vorsitz des Jurypräsidenten Charles Diaz, dem damaligen Generalinspektor der Police nationale (IGPN). Die sechs Finalteilnehmer, unter denen die Jury den besten europäischen Kriminalroman ermittelt, setzen sich aus den Einsendungen der Verleger zusammen, die sich jährlich auf etwa 60 bis 80 Neuerscheinungen belaufen.

## Preisträger
| Jahr | Preisträger                           | Französischer Romantitel (Originaltitel)                               | Deutscher Titel                |
| ---- | ------------------------------------- | ---------------------------------------------------------------------- | ------------------------------ |
| 2003 | Laura Grimaldi (Italien)              | La faute (La colpa)                                                    | Tod einer Anwältin             |
| 2004 | Bill James (Vereinigtes Königreich)   | Protection (Protection)                                                |                                |
| 2005 | Laura Wilson (Vereinigtes Königreich) | L’amant anglais (The Lover)                                            | Wenn die Nacht kommt           |
| 2006 | Giancarlo De Cataldo (Italien)        | Romanzo criminale (Romanzo criminale)                                  | Romanzo Criminale              |
| 2007 | John Harvey (Vereinigtes Königreich)  | De cendre et d’os (Ash and Bone)                                       | Schau nicht zurück             |
| 2008 | Arnaldur Indriðason (Island)          | L'homme du lac (Kleifarvatn)                                           | Kältezone                      |
| 2009 | Philip Kerr (Vereinigtes Königreich)  | La mort, entre autres (The one from the other)                         | Das Janusprojekt               |
| 2010 | Pierre Lemaitre (Frankreich)          | Cadres noirs                                                           |                                |
| 2011 | Declan Hughes (Irland)                | Coup de sang (The Wrong Kind of Blood)                                 | Blut von meinem Blut           |
| 2012 | Víctor del Árbol (Spanien)            | La tristesse du Samouraï (La tristeza del samurái)                     |                                |
| 2013 | Petros Markaris (Griechenland)        | Liquidations à la grecque (Līxipróthesma dáneia / Ληξιπρόθεσμα δάνεια) | Faule Kredite                  |
| 2014 | Hervé Le Corre (Frankreich)           | Après la guerre                                                        |                                |
| 2015 | Sascha Arango (Deutschland)           | La Vérité et autres mensonges (Die Wahrheit und andere Lügen)          | Die Wahrheit und andere Lügen  |
| 2016 | Olivier Norek (Frankreich)            | Surtensions                                                            |                                |
| 2017 | Hannelore Cayre (Frankreich)          | La Daronne                                                             | Die Alte                       |
| 2018 | Malin Persson Giolito (Schweden)      | Rien de plus grand (Störst av allt)                                    | Im Traum kannst du nicht lügen |
| 2019 | Tim Willocks (Großbritannien)         | La Mort selon Turner (Memo from Turner, 2018)                          |                                |
| 2020 | Abir Mukherjee (Großbritannien)       | L'attaque du Calcutta-Darjeeling (A Rising Man, 2017)                  | Ein angesehener Mann           |
| 2021 | Jurica Pavičiċ (Kroatien)             | L'Eau rouge (Crvena voda, 2017)                                        | Blut und Wasser                |
| 2022 | Victor Guilbert (Frankreich)          | Terra Nullius                                                          |                                |
| 2023 | Jacky Schwartzmann (Frankreich)       | Shit!                                                                  |                                |
| 2024 | Davide Longo (Italien)                | L'affaire Bramard (Il caso Bramard)                                    |                                |